# Wahlenbergia violacea
Wahlenbergia violacea là loài thực vật có hoa trong họ Hoa chuông. Loài này được J.A.Petterson miêu tả khoa học đầu tiên năm 1997.